# Sông Arrow (New Zealand)

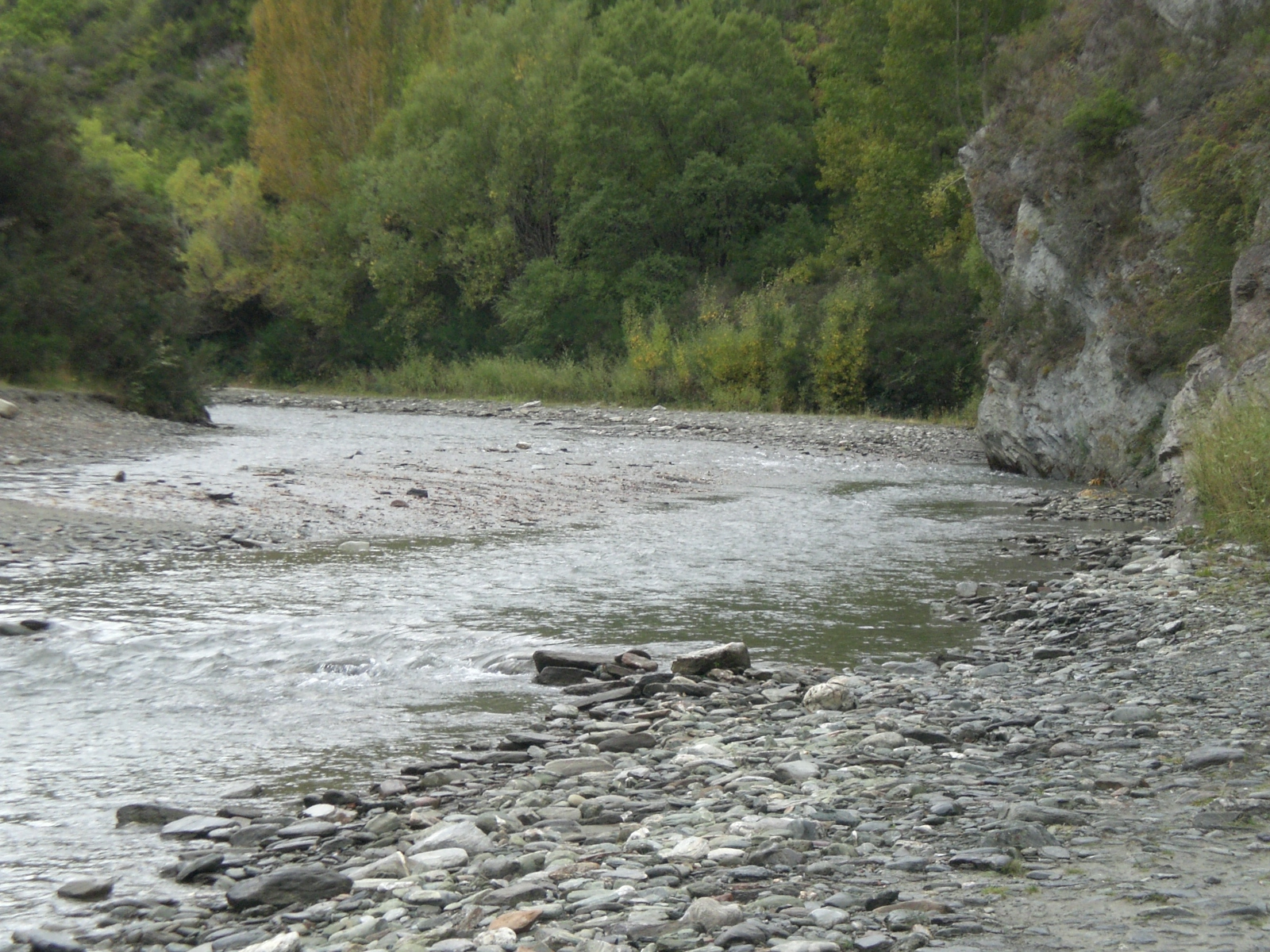
Sông Arrow

Sông Arrow là một con sông ngắn ở Otago, New Zealand. Nó là một nhánh phụ lưu của sông Kawarau, từ đó chảy vào sông Clutha. Thị trấn Arrowtown nằm trên sông Arrow. Một lượng rất nhỏ vàng đã được Jack Tewa phát hiện ở sông Arrow vào tháng 8 năm 1862. Vào đầu tháng 10, những phát hiện lớn hơn đã được thực hiện bởi John McGregor và Peter Stewart của đảng McGregor và Low  và bởi William Fox. Họ không đồng ý về việc ai tìm thấy vàng ở đó trước. Đó là một phần quan trọng của cuộc đua vàng tại Otago miền Trung trong những năm 1860.
Cảnh Arwen thách đấu Nazgûl trong khi đưa Frodo tới Rivendell, được quay tại địa điểm này trong bộ ba phim The Lord of the Rings của Peter Jackson.
Con sông ban đầu được gọi là Haihainui- vết trầy xước lớn - bởi Māori, người thường đến thăm khu vực này trong mùa hè để săn bắn theo mùa (của các loài chim) và thu thập (của pounamu - đá xanh).